# Enoil-(proteina trasportante acili) reduttasi (NADPH B-specifica)
La enoil-(proteina trasportante acili) reduttasi (NADPH B-specifica) è un enzima appartenente alla classe delle ossidoreduttasi, che catalizza la seguente reazione:
acile-(proteina trasportante acili) + NADP+ ⇄ trans-2,3-deidroacile-(proteina trasportante acili) + NADPH + H+
L'enzima catalizza la riduzione di enoilacili legati a proteine. L'enzima di lievito ed Escherichia coli è B-specifico relativamente al NADP+, a differenza della enoil-(proteina trasportante acili) reduttasi (NADPH, A-specifica).